# Radzikowice
Radzikowice (en allemand : Stephansdorf) est une localité polonaise de la voïvodie d'Opole, du powiat de Nysa et de la gmina de Nysa.
De 1975 à 1998, la ville a fait administrativement partie de l'ancienne voïvodie d'Opole.
La rivière Cielnica (pl), un affluent de la Nysa Kłodzka (en français : « Neisse de Glatz »), traverse le village.

## Histoire
Le village est mentionné pour la première fois en 1291.
Dans les années 1960 et 1990, des objets de la culture lusacienne ont été trouvés dans la zone de l'actuel cimetière. Lors de la construction d'une usine, 1 224 pièces d'argent des XVIe et XVIIe siècles ont été trouvées.
Le village a beaucoup souffert du passage du premier front ukrainien.
Il y avait un monastère (jusqu'en 1991), un bureau de poste, une laiterie, un moulin, une auberge, un café et une école (jusqu'au début des années 1990).